# Kwagatabo
Kwagatabo är ett vattendrag i Burundi.   Det ligger i provinsen Muyinga, i den nordöstra delen av landet, 120 kilometer öster om huvudstaden Bujumbura.
Omgivningarna runt Kwagatabo är en mosaik av jordbruksmark och naturlig växtlighet. Runt Kwagatabo är det ganska tätbefolkat, med 222 invånare per kvadratkilometer.